# Інцидент з Boeing 767 над Манітобою
Планер Гімлі (англ. Gimli Glider) — неофіційна назва одного з літаків Boeing 767 авіакомпанії Air Canada, отримана ним після аварійної посадки, яка трапилася 23 липня 1983 р. Цей літак виконував рейс 143 з Оттави до Едмонтону, коли несподівано закінчилося паливо і відмовили двигуни. Після тривалого планування літак успішно приземлився на закритій військовій базі «Гімлі». Усі 69 осіб, які перебували на його борту (61 пасажир і 8 членів екіпажу), вижили; 10 пасажирів дістали поранення.

## Відмова двигунів
На висоті 12 500 метрів пролунав сигнал попередження про низький тиск в паливній системі лівого двигуна. Бортовий комп'ютер показував, що палива більш ніж достатньо, але його показники, як потім з'ясувалося, були невірні через введену в нього помилкову інформацію.
Капітан Роберт (Боб) Пірсон (англ. Robert (Bob) Pearson) і другий пілот Моріс Квінтал (англ. Maurice Quintal) вирішили, що причиною є несправний паливний насос, і відключили його. Оскільки паливні баки розташовані над двигунами, то під дією сили тяжіння паливо повинно саме надходити до двигуна. Але через кілька хвилин пролунав аналогічний сигнал для правого двигуна, і пілоти вирішили змінити курс на Вінніпег (найближчий великий аеропорт відносно літака). Але через декілька секунд лівий двигун зупинився, пілоти почали готуватися до приземлення з одним двигуном.
Доки пілоти намагалися запустити лівий двигун і вели переговори з Вінніпегом, знову пролунав сигнал відмови двигуна, що супроводжувався іншим додатковим звуковим сигналом — довгий ударний звук «бом». Обидва пілоти почули цей звук вперше, оскільки раніше при їх роботі на тренажерах він не звучав. Це був сигнал «відмова всіх двигунів» (двох на Boeing 767). Майже всі дисплеї залишившись без електроенергії миттєво погасли. У цей момент літак уже перебував на висоті 8500 метрів, прямуючи до Вінніпегу.
Як і більшість літаків, Boeing 767 отримує електроенергію від генераторів, що приводяться в рух двигунами. Зупинка обох двигунів призвела до повного знеструмлення електросистеми літака; у розпорядженні пілотів залишилися тільки резервні прилади, які автономно працюють від бортового акумулятора, в тому числі і радіозв'язок. Ситуація ускладнювалася тим, що пілоти залишилися без дуже важливого приладу — варіометра, що вимірює вертикальну швидкість.
Також впав тиск у гідросистемі, оскільки гідронасоси також приводяться в рух двигунами. Проте конструкція літака була розрахована на відмову обох двигунів. Автоматично випустилася аварійна турбіна, що приводиться в дію набігаючим потоком повітря. Струму, який вона генерувала, було достатньо для того, щоб літак залишався керованим.

## Приземлення в Гімлі
На щастя, Пірсон літав на планерах, внаслідок чого він володів деякими прийомами пілотування, які льотчики комерційних ліній зазвичай не використовують. Пірсон знав, що для зменшення швидкості зниження слід підтримувати оптимальну швидкість планування. Пірсон підтримував швидкість 220 вузлів (407 км/год), припустивши, що оптимальна швидкість планування повинна бути приблизно такою. Квінтал став рахувати, чи зможе літак на плануванні долетіти до Вінніпегу. Для визначення висоти він використовував покази резервного механічного альтиметра, а пройдену відстань йому повідомляв диспетчер з Вінніпега, визначаючи його переміщення за позначкою літака на радарі. Літак втрачав 1,5 км висоти, пролетівши 18,5 км, тобто аеродинамічна якість планера становила приблизно 12. Квінтал дійшов висновку, що рейс 143 до Вінніпега не долетить.
Тоді як місце посадки Квінтал вибрав авіабазу «Гімлі», на якій він раніше служив. Він не знав, що база на той час була закрита, а злітно-посадкова смуга 32L, на яку вони вирішили приземлитися, була перероблена в трасу для автомобільних гонок, і посередині неї був поставлений розділовий бар'єр. Цього дня там проводилося «сімейне свято» місцевого автоклубу, на колишній посадковій смузі проводилися гонки і було багато людей.
Повітряна турбіна не забезпечувала достатнього тиску в гідравлічній системі для штатного випуску шасі, тому пілоти спробували випустити шасі аварійно. Основні стійки шасі вийшли нормально і зафіксувалися, а легша носова стійка вийшла, але не стала на замки.
Незадовго до посадки Пірсон зрозумів, що літак летить дуже високо і дуже швидко. Він скинув швидкість літака до 180 вузлів, а для втрати висоти зробив маневр, нетиповий для комерційних лайнерів — ковзання на крило (пілот натискає ліву педаль і повертає штурвал вправо або навпаки, при цьому повітряне судно швидко втрачає швидкість і висоту). Однак цей маневр зменшив швидкість обертання аварійної турбіни, і тиск в гідросистемі впав ще сильніше. Пірсон зміг вивести літак з маневру практично в останній момент.
Літак знижувався до смуги, гонщики і глядачі почали з неї розбігатися. Коли колеса торкнулися смуги, Пірсон одразу натиснув на гальма. Шини миттєво перегрілися, аварійні клапани випустили з них повітря, незафіксована носова стійка склалася, ніс літака торкнувся бетону, викрешуючи шлейф іскор, мотогондола правого двигуна зачепила землю. Люди встигли покинути смугу, і Пірсону не довелося з'їжджати з неї, рятуючи людей на землі. Boeing зупинився менш ніж за 30 м від глядачів.
Через два дні літак був відремонтований на місці і зміг вилетіти з «Гімлі». Після додаткового ремонту вартістю близько 1 млн $ літак був повернений Air Canada. 24 січня 2008 року літак був відправлений на базу складування в пустелі Мохаве.

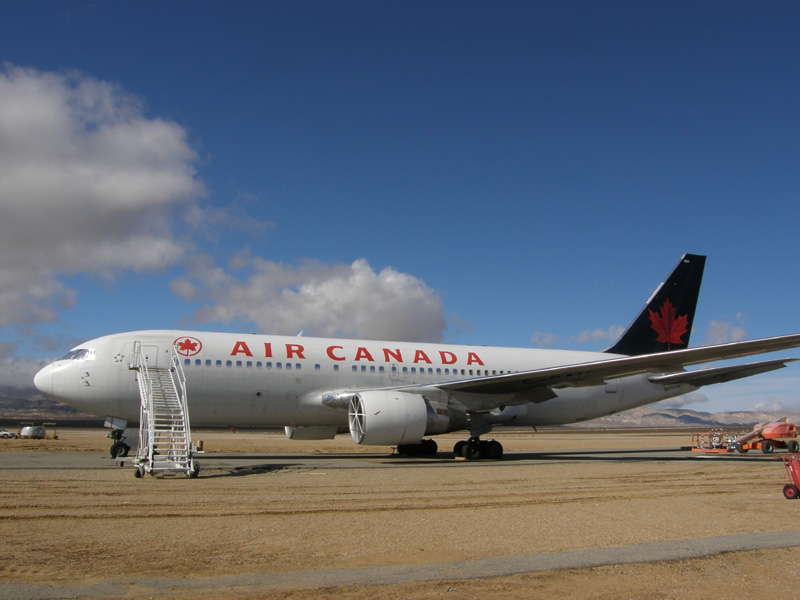
Борт C-GAUN Air Canada на в Мохаві

## Розслідування інциденту
Кількість палива в баках Boeing 767 обчислюється системою індикації кількості палива (англ. Fuel Quantity Indicator System - FQIS) і відображається на приладах у кабіні. «FQIS» на даному літаку складається з двох каналів, які обчислюють кількість палива незалежно і звіряють результати. У разі відмови одного каналу можна використовувати той, що залишився, однак у такому випадку кількість палива повинна бути перевірена поплавковим індикатором перед вильотом. У разі відмови обох каналів кількість палива в кабіні відображатися не буде, літак слід визнати несправним і не випускати в рейс.
Після виявлення несправності «FQIS» на інших літаках 767-ї серії компанія «Boeing» випустила службове повідомлення про процедуру планової перевірки «FQIS». Інженер в Едмонтоні проводив цю процедуру після прибуття літака з Торонто за день до події. Під час цієї перевірки «FQIS» повністю відмовила, і індикатори кількості палива в кабіні перестали працювати. Раніше в тому ж місяці інженер стикався з такою ж проблемою на тому ж самому літаку. Тоді він виявив, що вимкнення другого каналу автоматом захисту відновлює працездатність індикаторів кількості палива, хоча тепер їхні показання ґрунтуються на даних тільки одного каналу. Внаслідок відсутності запчастин інженер просто відтворив знайдене ним раніше тимчасове рішення: вимкнув і позначив спеціальним ярличком вимикач автомата захисту, таким чином вимкнувши другий канал.
У день події літак летів з Едмонтона в Монреаль. Перед зльотом інженер повідомив командира екіпажу про проблему і вказав, що кількість палива за показаннями системи «FQIS» має бути перевірено поплавковим індикатором. Льотчик неправильно зрозумів інженера і визнав, що з цим дефектом літак уже летів вчора з Торонто. Політ пройшов нормально, індикатори кількості палива працювали на даних одного каналу.
У Монреалі екіпажі мінялися, тому в Едмонтон через Оттаву мали летіти Пірсон і Квінтал. Змінюючись пілот повідомив їм про проблему з «FQIS» і про те, що з цією несправністю літак літав і вчора. Крім того, Пірсон також неправильно зрозумів свого попередника: Пірсон гадав, що йому повідомили, що FQIS з того часу не працювала взагалі.
У процесі підготовки до польоту в Едмонтон технік вирішив перевірити проблему з «FQIS». Для проведення тестування системи він увімкнув другий канал «FQIS» — індикатори в кабіні перестали працювати. У цей момент його покликали для проведення вимірювання кількості палива в баках поплавковим індикатором. Відвернувшись, він забув вимкнути другий канал, але мітку з вимикача не прибрав. Вимикач залишився поміченим, і тепер було непомітно, що ланцюг замкнутий. З цього моменту «FQIS» абсолютно не працювала, і індикатори в кабіні не показували нічого.
У журналі обслуговування літака записуються всі дії. Там був і запис англ. «SERVICE CHK — FOUND FUEL QTY IND BLANK — FUEL QTY #2 C/B PULLED & TAGGED…» («ПЕРЕВІРКА — ІНДИКАТОРИ КІЛЬКОСТІ ПАЛИВА НЕ ПРАЦЮЮТЬ — АВТОМАТ ЗАХИСТУ 2 КАНАЛУ вимкнений і позначений»). Зрозуміло, це вказувало на несправність (індикатори перестали показувати кількість палива) і виконану дію (вимкнення другого каналу «FQIS»), але те, що дія усувала несправність, вказано не було.
Увійшовши в кабіну, капітан Пірсон побачив саме те, що очікував: непрацюючі індикатори кількості палива і позначений вимикач. Пірсон звірився зі списком мінімально необхідного обладнання (англ. Minimum Equipment List - MEL) і з'ясував, що в такому стані літак не придатний до вильоту. Однак у той час Boeing 767, що зробив перший політ лише у вересні 1981 року, був новим літаком. «C-GAUN» був 47-м збудованим Boeing 767; Air Canada отримала його менше 4 місяців тому. За цей час у список мінімально необхідного обладнання вже було внесено 55 виправлень, а деякі сторінки були все ще порожні, оскільки відповідні процедури ще не були розроблені. Унаслідок ненадійності відомостей списку в практику була впроваджена процедура схвалення кожного польоту Boeing 767 технічним персоналом. Також у Пірсона був підписаний журнал обслуговування, що дозволяв виліт — а на практиці дозвіл техніків мав більший пріоритет, ніж вимоги списку.

## Дозаправка
Подія трапилася в той час, коли Канада переходила на метричну систему. У рамках цього переходу Boeing 767, отримані Air Canada, були першими літаками, що використали метричну систему і працювали з літрами і кілограмами, а не з галонами і фунтами. Усі інші літаки використовували колишню систему міри і ваги. За обчисленнями пілота на політ у Едмонтон потрібно 22 300 кілограмів пального. Вимірювання поплавковим індикатором показало, що в баках літака знаходиться 7682 літра пального. Для визначення обсягу палива для дозаправки слід було перевести літри в кілограми, відняти результат з 22 300 і перевести відповідь знову в літри. Згідно з інструкціями Air Canada для літаків інших типів, цю дії мав виконувати бортінженер, але у складі екіпажу Boeing 767 бортінженера не було: літак був представником нового покоління і керувався тільки двома пілотами. Посадові інструкції Air Canada не делегували відповідальність за це завдання нікому.
Літр авіаційного гасу важить 0,803 кілограма, тобто правильне обчислення виглядає так:
7682 л × 0,803 кг/л = 6169 кг
22 300 кг — 6169 кг = 16 131 кг
16 131 кг ÷ 0,803 кг/л = 20 089 л
Проте ні екіпаж, ні наземна команда цього не знали. У результаті обговорення було прийнято рішення використовувати коефіцієнт 1,77 — масу літра пального в фунтах. Саме цей коефіцієнт був записаний в довіднику заправника і завжди використовувався на всіх інших літаках.
Тому обчислення були такі:
7682 л × 1,77 кг/л = 13 597 кг
22 300 кг — 13 597 кг = 8703 кг
8703 кг ÷ 1,77 кг/л = 4916 л
Замість необхідних 20 089 літрів (що відповідало б 16 131 кілограмам) палива, в баки надійшло 4916 л (3948 кг), тобто більш як у 4 рази менше необхідного. З урахуванням наявного на борту пального, його кількості вистачало на 40—45 % шляху. Оскільки FQIS не працювала, капітан перевірив розрахунок, однак використовував той самий коефіцієнт і зрозуміло, що отримав той самий результат.
Комп'ютер керування польотом (ККП) вимірює витрату палива, дозволяючи екіпажу стежити за кількістю спаленого в польоті палива. У звичайних умовах ККП отримує дані з FQIS, але в разі відмови FQIS початкове значення може бути введено вручну. Капітан був впевнений, що на борту 22 300 кг палива і ввів саме це число.
Оскільки ККП скидався під час зупинки в Оттаві, капітан знову провів вимірювання кількості палива в баках поплавковим індикатором. При перерахунку літрів у кілограми знову був використаний хибний коефіцієнт. Екіпаж вважав, що в баках 20400 кг палива, тоді як насправді палива, як і раніше, було менше половини необхідної кількості.

## Масова культура
Інцидент з рейсом 143 показаний в 5-му сезоні телепередачі «Розслідування авіакатастроф» у серії «Фатальне приземлення».